# ルーニー・テューンズ・コレクション
ルーニー・テューンズ・コレクション（Looney Tunes Collection）は、アメリカ合衆国で「Looney Tunes Golden Collection（ルーニー・テューンズ・ゴールデン・コレクション）」という題で2003年10月28日から2008年10月21日まで発売された全6巻の4枚組DVD-BOXを日本で再構成したDVD、ルーニー・テューンズとメリー・メロディーズを両方収録している。1コインDVD版も述べる。

## 内容
このゴールデン・コレクションは、ディズニーの短編作品を集めた「ウォルト・ディズニー・トレジャーズ」の成功を受けて発売されたシリーズ。
これらのコレクションは、タイム・ワーナーがターナー・ブロードキャスティング・システムと合併された後、著作権がMGM ホーム・エンターテインメントからワーナー・ホーム・ビデオへ譲渡されたことに伴い、DVDの販売が可能になった。
セットに含まれている短編作品にはノーカット、無編集、無検閲だが、デジタルに復元されてオリジナルの白黒作品とテクニカラー作品はフィルムネガからリマスターされている。ただし、このコレクションに含まれる短編作品の中には、原版が紛失しているためにブルーリボン版へ差し替える作品もあったが、それについてはワーナーが削除している。
北米版第1巻と第2巻に収録されている一部の短編作品と第6巻の特典に収録されている短編作品には、デジタルビデオノイズリダクション (DVNR)が含まれている。特定のシーンによっては、ノイズ低減処理によって消滅現象とぼかし現象が起こる場合もある。人工性が欠けていた関係からか、2007年8月以来、ワーナー・ホーム・ビデオは、ファンからの多くのクレームを受け、第2巻にある4枚目のディスクを再発行した。
北米版第3巻からは、子供には適さない作品が含まれているとして注意事項が英語で書かれている。
北米版DVDには、フリッツ・フレレング、ボブ・クランペット、テックス・アヴェリー、ロバート・マッキムソン、チャック・ジョーンズ、音楽指揮者のカール・スターリングと声優のメル・ブランク、ペンシルテスト、アニメの歴史学者ジェリー・ベック、マイケル・バリアとグレッグ·フォードによる音声解説が収録されているほか、現アニメーターであるポール・ディーニ、エリック・ゴールドバーグとジョン・クリクファルーシ、声優のスタン・フレバーグとジューン・フォレイによる音声解説。上記の出演者に加えて、スタン・フレバーグ、ジューン・フォーレイ、ノエル・ブランク、ビリー・ウェスト、キース・スコット、マーク・エヴァニア、ボブ・バーゲン、ジョー・アラスカイ、ビル・メレンデス、ウィリー・イトウ、コーニー・コール、ピーター・アルバラード、ロバート・マッキンソン、ルース・クランペット、シビル・フレレング、リンダ・ジョーンズなどといった監督たちのインタビュー映像も収録されている。
リージョン2及びリージョン4もしくは他リージョンの地域では、ゴールデン・コレクションにある短編作品を選出したものが「Looney Tunes Collection」として発売されている。日本では2004年3月22日から2005年3月4日まで「ルーニー・テューンズ・コレクション」として発売された。

## 収録されている作品
日本版のみ表記

### バッグス・バニー特別版
日本では2004年3月22日に発売。
| #  | タイトル（原題）                                | 出演               | 公開日         | 監督                   | シリーズ |
| -- | ----------------------------------------------- | ------------------ | -------------- | ---------------------- | -------- |
| 1  | バッグスの野球狂時代（Baseball Bugs）           |                    | 1946年2月2日   | フリッツ・フレレング   | LT       |
| 2  | ちゃっかりウサギ狩り（Rabbit Seasoning）        | ダフィー, エルマー | 1952年9月20日  | チャック・ジョーンズ   | MM       |
| 3  | ホップ・ステップ・ザップン!（High Diving Hare） | サム               | 1949年4月30日  | フリッツ・フレレング   | LT       |
| 4  | オーレ!!は闘牛ウサギ（Bully for Bugs）          |                    | 1953年8月8日   | チャック・ジョーンズ   | LT       |
| 5  | どったのセンセー?（What's Up Doc?）             | エルマー           | 1950年6月17日  | ロバート・マッキンソン | LT       |
| 6  | 恐怖のティータイム（Rabbit's Kin）              | ピート・プーマ     | 1952年11月15日 | ロバート・マッキンソン | MM       |
| 7  | 雨の日の悪夢（Water, Water Every Hare）         | ゴッサマー         | 1952年4月19日  | チャック・ジョーンズ   | LT       |
| 8  | バッグスの大脱走（Big House Bunny）             | サム               | 1950年4月22日  | フリッツ・フレレング   | LT       |
| 9  | オレがスターだ（Big Top Bunny）                 |                    | 1951年12月1日  | ロバート・マッキンソン | MM       |
| 10 | いとしのバニー（My Bunny Lies Over The Sea）    |                    | 1948年12月4日  | チャック・ジョーンズ   | MM       |
| 11 | ウハギのイタズア（Wabbit Twouble）              | エルマー           | 1941年12月20日 | ボブ・クランペット     | MM       |
| 12 | 新市長は誰だ（Ballot Box Bunny）                | サム               | 1951年10月6日  | フリッツ・フレレング   | MM       |
| 13 | セビリアのラビット理髪師（Rabbit of Seville）   | エルマー           | 1950年12月16日 | チャック・ジョーンズ   | LT       |

#### 映像特典
音声特典
- BGMトラック「ちゃっかりウサギ狩り」、「どったのセンセー？」、「恐怖のティータイム」

音声解説
| 解説者             | 担当作品                                                                                  |
| ------------------ | ----------------------------------------------------------------------------------------- |
| マイケル・バリアー | 「ちゃっかりウサギ狩り」 「オーレ!!は闘牛ウサギ」 「オレがスターだ」 「ウハギのイタズア」 |
| グレッグ・フォード | 「ホップ・ステップ・ザップン!」 「どったのセンセー？」                                    |
| スタン・フレバーグ | 「恐怖のティータイム」                                                                    |

その他の作品
| 種類       | タイトル                                                 | 備考                                     |
| ---------- | -------------------------------------------------------- | ---------------------------------------- |
| 短編作品   | バッグス・バニーの51と1/2周年記念（Bugs bunny: Blooper） | グレッグ・フォードが音声解説をしている。 |
| 映画抜枠   | 夢はあなたに Two Guys From Texas                         |                                          |
| テレビ番組 | バッグス・バニー・ショー「スターはつらいよ」             | シーズン2のエピソード                    |
| アフレコ   | バッグス・バニー・ショー「The Astro Nuts」               |                                          |

ドキュメンタリーシリーズ
- ルーニー・テューンズの裏側「バッグス・バニー」（Bugs: A Rabbit For All Seasonings）
- ルーニー・テューンズの裏側「ヨセミテ・サム」（Short-Fuse Shootout: The Small Tale of Yosemite Sam）
- ルーニー・テューンズの裏側「エルマー・ファッド」（Forever Befuddled）
- ターマイト・テラスの男たち パート1（Camera Three: The Boys From Termite Terrace: Part 1）

その他
- チャック・ジョーンズからの御挨拶（A greeting from Chuck Jones）
- スチール・ギャラリー

### ダフィー＆ポーキー特別版
日本では2004年3月22日に発売。
| #  | タイトル（原題）                                        | ダフィーかポーキー もしくは共演 | 出演                                               | 公開日         | 監督                 | シリーズ |
| -- | ------------------------------------------------------- | ------------------------------- | -------------------------------------------------- | -------------- | -------------------- | -------- |
| 1  | カモにされたカモ（Duck Amuck）                          | ダフィー                        | バッグス                                           | 1953年2月28日  | チャック・ジョーンズ | MM       |
| 2  | 幻のドードーを探せ（Dough for the Do Do）               | ポーキー                        |                                                    | 1949年9月2日   | フリッツ・フレレング | MM       |
| 3  | 保安官ドリッパロング・ダフィー（Drip-Along Daffy）      | 共演                            | ナスティ・カナスタ                                 | 1951年11月17日 | チャック・ジョーンズ | MM       |
| 4  | 猫は負け犬（Scaredy Cat）                               | ポーキー                        | シルベスター                                       | 1948年12月18日 | チャック・ジョーンズ | MM       |
| 5  | 命がけのクイズ・ショー（The Ducksters）                 | 共演                            |                                                    | 1950年9月2日   | チャック・ジョーンズ | LT       |
| 6  | スカーレット・パンパニケル（The Scarlet Pumpernickel）  | 共演                            | エルマー、ヘンリー、シルベスター、メリッサ・ダック | 1950年3月4日   | チャック・ジョーンズ | LT       |
| 7  | 妖精にご用心（The Wearing fo the Grin）                 | ポーキー                        |                                                    | 1951年7月14日  | チャック・ジョーンズ | LT       |
| 8  | ドアロック・ホームズの冒険（Deduce, You Say）           | 共演                            |                                                    | 1956年9月29日  | チャック・ジョーンズ | LT       |
| 9  | 産みにくいアヒルの子（Golden Yeggs）                    | 共演                            | ロッキー                                           | 1950年8月5日   | フリッツ・フレレング | MM       |
| 10 | 標的は誰だ（Rabbit Fire）                               | ダフィー                        | バッグス、エルマー                                 | 1951年5月19日  | チャック・ジョーンズ | LT       |
| 11 | ダフィー・ウォーズ（Duck Dodgers in the 24½th Century） | Both                            | マービン                                           | 1953年7月25日  | チャック・ジョーンズ | MM       |

#### 映像特典
音声特典
- BGMトラック「カモにされたカモ」、「保安官ドリッパロング・ダフィー」、「スカーレット・パンパニケル」、「標的は誰だ」

音声解説
| 解説者             | 担当作品 |
| ------------------ | --- |
| マイケル・バリアー | 「カモにされたカモ」 「保安官ドリッパロング・ダフィー」 「スカーレット・パンパニケル」 「妖精にご用心」 「ダフィー・ウォーズ」 |

ドキュメンタリーシリーズ
- ルーニー・テューンズの裏側「ダフィー・ダック」（Hard Luck Duck）
- ルーニー・テューンズの裏側「ポーキー・ピッグ」（Porky Pig Roast: A Tribute to the World's Most Famous Ham）
- ルーニー・テューンズの裏側「マービン・ザ・マーシャン」（Animal Quackers）
- ターマイト・テラスの男たち パート2（Camera Three: The Boys From Termite Terrace: Part 2）

その他
- スチール・ギャラリー

### オール・スターズ特別版
日本では2004年3月22日に発売、内容は北米で発売されたゴールデン・コレクション「オールスターズ パート2」。このパッケージの裏面には「Daffy Duck Hunt」のシーンが印刷されているが、日本版には収録されていない。
| #  | タイトル               | キャラクター                           | 公開日        | シリーズ |
| -- | ---------------------- | -------------------------------------- | ------------- | -------- |
| 1  | カナリヤ横丁           | グラニー、シルベスター、トゥイーティー | 1950年10月7日 | MM       |
| 2  | バッグスの独立戦争     | バッグス、サム                         | 1950年9月23日 | MM       |
| 3  | 居候大作戦             | エルマー、シルベスター                 | 1948年11月6日 | LT       |
| 4  | ネコたん大騒ぎ         | シルベスター、トゥイーティー           | 1951年2月24日 | LT       |
| 5  | バニーよ、銃をとれ     | バッグス、ロッキー                     | 1954年3月13日 | LT       |
| 6  | 缶詰戦争               | シルベスター                           | 1951年2月3日  | LT       |
| 7  | 消えた新居を探せ！     | グーフィー・グーファーズ               | 1955年6月25日 | LT       |
| 8  | チーズはいただき       | スピーディー、シルベスター             | 1955年9月17日 | MM       |
| 9  | トゥイーティー、S.O.S. | グラニー、シルベスター、トゥイーティー | 1951年9月22日 | MM       |
| 10 | ニワトリかトンマか     | フォグホーン、ヘンリー                 | 1948年10月9日 | MM       |
| 11 | ギャンブル虫にご用心   |                                        | 1951年5月12日 | MM       |
| 12 | 厳しき雄鶏争い         | フォグホーン、プリシー                 | 1959年9月26日 | LT       |
| 13 | デビル参上             | バッグス、タズ                         | 1954年6月19日 | LT       |

#### 映像特典
音声特典
- BGMトラック「ネコたん大騒ぎ」、「チーズはいただき」、「厳しき雄鶏争い」

音声解説
| 解説者             | 担当作品                                                          |
| ------------------ | ----------------------------------------------------------------- |
| ジェリー・ベック   | 「カナリヤ横丁」 「缶詰戦争」 「チーズはいただき」 「デビル参上」 |
| マイケル・バリアー | 「トゥイーティー、S.O.S.」 「ニワトリかトンマか」                 |

ドキュメンタリーシリーズ
- ルーニー・テューンズの裏側「スピーディー・ゴンザレス」（Needy For Speedy）
- ルーニー・テューンズの裏側「トゥイーティーとシルベスター」（Putty Problems and Canary Rows）
- ルーニー・テューンズの裏側「フォグホーン・レグホーン」（Southern Pride Chicken）

その他
- ボスコ「Bosko, The Talk-Ink Kid」
- スケッチ・テスト（担当：バージル・ロス）
- スチール・ギャラリー

### オール・スターズ2特別版
日本では2005年3月24日に発売、ゴールデン・コレクションの第2巻にあるディスク1「Bugs Bunny Masterpieces」とディスク2「Road Runner and Friends」に収録されている短編作品を一部収録したものとなっている。
| #  | タイトル                                                      | キャラクター                         | 公開日         | シリーズ |
| -- | ------------------------------------------------------------- | ------------------------------------ | -------------- | -------- |
| 1  | 醜いのがお好き（Broom-Stick Bunny）                           | ヘイゼル                             | 1956年2月25日  | LT       |
| 2  | ミッミッ（Beep, Beep）                                        | ワイリー・コヨーテとロード・ランナー | 1952年5月24日  | MM       |
| 3  | バッグス、リングで燃えろ（Bunny Hugged）                      | クラッシャー                         | 1951年3月10日  | MM       |
| 4  | ゴー!ゴー!ドカン!（Going! Going! Gosh!）                      | ワイリー・コヨーテとロード・ランナー | 1952年8月23日  | MM       |
| 5  | 砂漠をミッミッ（Zipping Along）                               | ワイリー・コヨーテとロード・ランナー | 1953年9月19日  | MM       |
| 6  | 料理の達人（French Rarebit）                                  |                                      | 1951年6月30日  | MM       |
| 7  | ダッシュ・クラッシュ・バタンキュー（Stop! Look! And Hasten!） | ワイリー・コヨーテとロード・ランナー | 1954年8月14日  | MM       |
| 8  | よ～いでビュン!（Ready, Set, Zoom!）                          | ワイリー・コヨーテとロード・ランナー | 1955年4月30日  | LT       |
| 9  | 弱音の吐き時（Guided Muscle）                                 | ワイリー・コヨーテとロード・ランナー | 1955年12月10日 | LT       |
| 10 | バットマン作戦（Gee Whiz-z-z-z-z-z-z）                        | ワイリー・コヨーテとロード・ランナー | 1956年5月5日   | LT       |
| 11 | 恐怖の館（Hyde and Hare）                                     |                                      | 1955年8月27日  | LT       |

#### 映像特典
音声特典
- BGMトラック「恐怖の館」、「弱音の吐き時」、「バットマン作戦」
- MEテープ・トラック「醜いのがお好き」、「バッグス、リングで燃えろ」

音声解説
| 解説者               | 担当作品           |
| -------------------- | ------------------ |
| ジューン・フォーレイ | 「醜いのがお好き」 |
| マイケル・バリアー   | 「ミッミッ」       |

ドキュメンタリー
- ルーニー･テューンズ 50周年記念 パート1（The Bugs Bunny/Looney Tunes 50th Anniversary Special: Part 1）
- ルーニーテューンズの裏側「グシャ！パン！ドカン！（Crash! Bang! Boom!）」

その他
- バッグス・バニー・ショー「ドゥー・オア・ダイエット（Do or Diet）」
- バッグス・バニー・ショーのアフレコ「No Business Like Slow Business」
- バッグス・バニーとロード・ランナー・ショー
- バッグス・バニーとヨセミテ・サムの描きかた

### オール・スターズ3特別版
ゴールデン・コレクションの第2巻にあるディスク2「Road Runner and Friends」とディスク4「Looney Tunes All-Stars: On Stage and Screen」に収録されている短編作品を一部収録したものとなっている。
| #  | タイトル                               | キャラクター                                               | 公開日         | シリーズ |
| -- | -------------------------------------- | ---------------------------------------------------------- | -------------- | -------- |
| 1  | 名曲の喧しい夕べ（A Corny Concerto）   | エルマー（司会）、バッグス、ポーキー、ダフィー             | 1943年9月18日  | MM       |
| 2  | 怒りのアホウ（Scrambled Aches）        | ワイリー・コヨーテとロード・ランナー                       | 1957年1月26日  | LT       |
| 3  | 泣くなコヨーテ（Zoom an Bored）        | ワイリー・コヨーテとロード・ランナー                       | 1957年9月14日  | MM       |
| 4  | 魅惑の蛙（One Froggy Evening）         | ミシガン・J・フロッグ                                      | 1955年12月31日 | MM       |
| 5  | 走れ弾丸（Whoa, Be-Gone!）             | ワイリー・コヨーテとロード・ランナー                       | 1958年4月12日  | MM       |
| 6  | チーズで大混乱（Cheese Chasers）       | クロード・キャット、ヒュービー＆バート、マーク・アントニー | 1942年9月19日  | MM       |
| 7  | ラビット狂騒曲（Rhapsody Rabbit）      | バッグス                                                   | 1946年11月9日  | MM       |
| 8  | 恐怖の父の日（A Bear For Punishment）  | スリー・ベアーズ                                           | 1951年10月20日 | MM       |
| 9  | ショービズはキビシ（Show Biz Bugs）    | バッグス、ダフィー                                         | 1957年11月2日  | LT       |
| 10 | 3匹の子ブタロック（Three Little Bops） | 3匹の子ブタ                                                | 1957年1月5日   | LT       |
| 11 | オペラ座の狩人（What's Opera, Doc?）   | バッグス、エルマー                                         | 1957年7月6日   | MM       |

#### 映像特典
音声特典
- BGMトラック - 「魅惑の蛙」、「オペラ座の狩人」、「怒りのアホウ」 、「泣くなコヨーテ」、「恐怖の父の日」、「3匹の子ブタロック」
- ボイストラック - 「魅惑の蛙」、「オペラ座の狩人」

北米版では「3匹の子ブタロック」のボイストラックが存在するが、日本版は未収録。
音声解説
| 解説者                               | 担当作品                           |
| ------------------------------------ | ---------------------------------- |
| マイケル・バリアー                   | 名曲の喧しい夕べ 魅惑の蛙 恐怖の館 |
| スタン・フレバーグ                   | 3匹の子ブタロック                  |
| ダニエル・ゴールドマーク             | ラビット狂騒曲 オペラ座の狩人      |
| レッグ・フォーグ                     | ショービズはキビシ                 |
| チャック･ジョーンズ モリス・ノーブル | オペラ座の狩人                     |
| グレッグ・フォード                   | 走れ弾丸                           |

ドキュメンタリーシリーズ
- ルーニー･テューンズ 50周年記念 パート2（The Bugs Bunny/Looney Tunes 50th Anniversary Special: Part 2）
- ルーニー･テューンズの裏側「ルーニー･テューンズ、ハリウッドへ行く（Looney Tunes Go Hollywood）」
- ルーニー･テューンズの裏側「メイキング･オブ・魅惑の蛙（It Hopped One Night: A Look at One Froggy Evening）」
- ルーニー･テューンズの裏側「メイキング･オブ・オペラ座の狩人（Wagnerian Wabbit: The Making of What's Opera, Doc?）」

その他
- 短編作品「ダフィーの大統領（Daffy Duck For President）」
- 短編作品「So Much For So Little」
- 短編作品「フレッド＆バイオレット（Orange Blossoms for Violet）」
- ミシガン・ガエルの描きかた

## 1コインDVDに収録されている作品
これは2004年7月から2005年6月10日まで発売された1コインDVDで、特典は収録されていない。収録話数は各巻3話（トゥイーティー&フレンズ編のみ4話）。

### 大スターはつらいよ編
2004年7月9日に発売された。
| 邦題                   | 原題             |
| ---------------------- | ---------------- |
| オレがスターだ         | Big Top Bunny    |
| 命がけのクイズ・ショー | The Ducksters    |
| 厳しき雄鶏争い         | A Broken Leghorn |

#### だいせんそう編
2004年9月10日に発売された。
| 邦題               | 原題                              |
| ------------------ | --------------------------------- |
| ダフィー・ウォーズ | Duck Dodgers in the 24½th Century |
| バッグスの独立戦争 | Bunker Hill Bunny                 |
| 雨の日の悪夢       | Water, Water Every Hare           |

### いたずら大作戦編
2004年3月5日に発売された。
| 邦題             | 原題             |
| ---------------- | ---------------- |
| ウハギのイタズア | Wabbit Twouble   |
| 新市長は誰だ     | Ballot Box Bunny |
| 猫は負け犬       | Scaredy Cat      |

### 狩りの季節編
2004年4月2日に発売された。
| 邦題                 | 原題             |
| -------------------- | ---------------- |
| ちゃっかりウサギ狩り | Rabbit Seasoning |
| 標的は誰だ           | Rabbit Fire      |
| バッグスの大脱走     | Big House Bunny  |

### スターはたいへん!編
2004年4月2日に発売された。
| 邦題                         | 原題             |
| ---------------------------- | ---------------- |
| どったのセンセー？           | What's Up Doc?   |
| カモにされたカモ             | Duck Amuck       |
| ホップ・ステップ・ザップン！ | High Diving Hare |

### わるものをやっつけろ編
2004年4月23日に発売された。
| 邦題                           | 原題             |
| ------------------------------ | ---------------- |
| 保安官ドリッパロング・ダフィー | Drip-Along Daffy |
| 産みにくいアヒルの子           | Golden Yeggs     |
| バニーよ、銃をとれ             | Bugs and Thugs   |

### いろいろなどうぶつ編
2004年6月4日に発売された。
| 邦題               | 原題                |
| ------------------ | ------------------- |
| 恐怖のティータイム | Rabbit's Kin        |
| ニワトリかトンマか | The Foghorm Leghorn |
| デビル参上         | Devil May Hare      |

### オン・ステージ編
2005年6月10日に発売された。
| 邦題                     | 原題               |
| ------------------------ | ------------------ |
| バッグス、リングで燃えろ | Bunny Hugged       |
| 魅惑の蛙                 | One Froggy Evening |
| ショービズはキビシ       | Show Biz Bugs      |

### 変装大作戦編
2005年6月10日に発売された。
| 邦題             | 原題                 |
| ---------------- | -------------------- |
| よ～いでビュン！ | Ready...Set...Zoom!  |
| バットマン作戦   | Gee Whiz-z-z-z-z-z-z |
| オペラ座の狩人   | What's Opera, Doc?   |

### まねっこしよう!編
2004年2月6日に発売された。
| 邦題                       | 原題                     |
| -------------------------- | ------------------------ |
| セビリアのラビット理髪師   | Rabbit of Seville        |
| ドアロック・ホームズの冒険 | Deduce, You Say          |
| スカーレット・パンパニケル | The Scarlet Pumpernickel |

### ワイリー・コヨーテ VS ロード・ランナー編
2005年6月10日に発売された。
| 邦題              | 原題                |
| ----------------- | ------------------- |
| ゴー!ゴー!ドカン! | Going! Going! Gosh! |
| 砂漠をミッミッ    | Zipping Along       |
| 走れ弾丸          | Whoa, Be-Gone!      |

### スポーツしよう!編
2004年3月5日に発売された。
| 邦題                 | 原題                       |
| -------------------- | -------------------------- |
| バッグスの野球狂時代 | Baseball Bunny             |
| いとしのバニー       | My Bunny Lies Over The Sea |
| オーレ!!は闘牛ウサギ | Bully for Bugs             |

### おなかがすいた!編
2004年2月6日に発売された。
| 邦題             | 原題            |
| ---------------- | --------------- |
| 缶詰戦争         | Canned Feud     |
| 居候大作戦       | Kit for Cat     |
| チーズはいただき | Speedy Gonzales |

### 恐怖のクッキング編
2005年6月10日に発売された。
| 邦題         | 原題           |
| ------------ | -------------- |
| ミッミッ     | Beep, Beep     |
| 料理の達人   | French Rarebit |
| 弱音の吐き時 | Guided Muscle  |

### 魅惑のメロディ編
2005年6月10日に発売された。
| 邦題              | 原題              |
| ----------------- | ----------------- |
| 名曲の喧しい夕べ  | A Corny Concerto  |
| ラビット狂騒曲    | Rhapsody Rabbit   |
| 3匹の子ブタロック | Three Little Bops |

### トゥイーティー&フレンズ編
2004年11月19日に発売された。
| 邦題               | 原題                    |
| ------------------ | ----------------------- |
| インチキヒーロー   | Catty Cornerd           |
| 妖精にご用心       | The Wearing fo the Grin |
| 消えた新居を探せ！ | Lumber Jerks            |
| ネコの海岸物語     | Sandy Claws             |